# Mut
Mut (v překladu z egyptštiny „Matka“) je staroegyptská bohyně textově či ikonograficky doložená od konce Střední říše. Její význam prudce stoupl v době Nové říše. Centrum jejího uctívání bylo ve Vesetu, kde v chrámu v Karnaku tvořila božskou triádu s bohy Amonem a Chonsuem. Podobně jako Nút s Gebem a Reem či Usirem.